# Littleton and Harestock
Littleton and Harestock est une paroisse civile du Hampshire, en Angleterre.